# 바오포노티구
바오포노티구(Va'a-o-Fonoti)는 사모아의 행정구로 우폴루섬 북동부 연안에 위치한다. 행정 중심지는 사마메아이며 면적은 38km2, 인구는 1,666명(2001년 기준)이다. 남쪽으로는 아투아구와 접하며 사모아에서 인구가 가장 적은 행정구이다.